# 新・忠臣蔵
『新・忠臣蔵』（しんちゅうしんぐら）は、舟橋聖一の歴史小説。1956年4月から1961年7月まで「毎日新聞」に連載された。
毎日新聞社版単行本は1957年から1961年までかけて全12巻で刊行された。文藝春秋版単行本は1998年3月から1998年6月まで、全4巻（2段組）に再構成して刊行された。その後、文春文庫版が、全8巻（1段組）で刊行された。
浅野家赤穂藩藩主浅野内匠頭が備後国三次藩浅野家の息女阿久里を正室として迎えるところから始まり、赤穂事件までのエピソードを描いている。

## 評価
歴史学者の松島栄一は、本作を「大作であるが、福本日南の『元禄快挙録』の影響も強く、フィクションとしても成功しているとは言えない面がある」「人物の取り違えをしたり、さまざまな誤りに満ちている」と評している。

## 虚構の記述
舟橋は日本文芸家協会理事長や芥川賞選考委員を務めた有識者であり、作品に描かれているのがそのまま史実と受け取る読者も少なくないが、本作はあくまでも大衆小説であり、史実と異なる内容や間違った記述が随所に見られる。
- 岡部長泰や戸沢正庸が、勅使饗応役や日光御用を務めたとあるが、長泰が年賀答礼の勅使饗応役に任じられた事は無い。また、正庸が藩主になるのは本作より後の宝永7年（1710年）であり、家督前の世子が日光社参や饗応役を務める例は皆無である。
- 浅野大学が男色に熱中したり、備中松山城受け取りで大石率いる赤穂藩士が松山城下で狼藉を働いた、赤穂藩がキリシタン一揆を首切島というという孤島に流した等の事実は史料で確認できない[3]。

## 映像化作品
テレビドラマ
『元禄繚乱』（NHKの大河ドラマ・原作、1999年）